# Соханский, Георгий Дмитриевич
Георгий Дмитриевич Соханский (1826—1892) — русский военный деятель, генерал от артиллерии (1892).

## Биография
Родился 26 ноября (8 декабря) 1826 года (в Петербургском некрополе — 20 ноября). Происходил из дворян Черниговской губернии.
В службе состоял с 1845 года — прапорщик; окончил Дворянский полк. С августа 1845 года в течение десяти лет служил в 13-й артиллерийской бригаде; в 1849 году был произведён в подпоручики, в 1853 году — в поручики.
Участвовал в Крымской компании; находился в составе войск, действовавших на восточном берегу Чёрного моря; за отличия был награждён орденами Св. Анны 4-й степени и Св. Станислава 3-й степени и переведён в 1-ю лейб-гвардии артиллерийскую бригаду; в 1857 году был произведён в штабс-капитаны, в 1862 году — в капитаны. 
С 1860 года — старший адъютант штаба Генерал-фельдцейхмейстера Великого князя Михаила Николаевича. С 1863 года — старший адъютант, с 1867 года — начальник отделения, с 1871 года — помощник начальника Главного артиллерийского управления. В 1864 году был произведён в полковники, в 1872 году — в генерал-майоры, 30 августа 1881 года — в генерал-лейтенанты.
С 1883 года — совещательный член Артиллерийского комитета Главного артиллерийского управления. В 1890 году произведён в генералы от артиллерии. Был награждён всеми орденами вплоть до ордена Св. Александра Невского пожалованного ему в 1891 году.
Был женат и имел пятерых детей.
Скончался в Санкт-Петербурге 1 (13) мая 1892 года, похоронен на Никольском кладбище Александро-Невской лавры.